# Томбасов, Иван Иванович

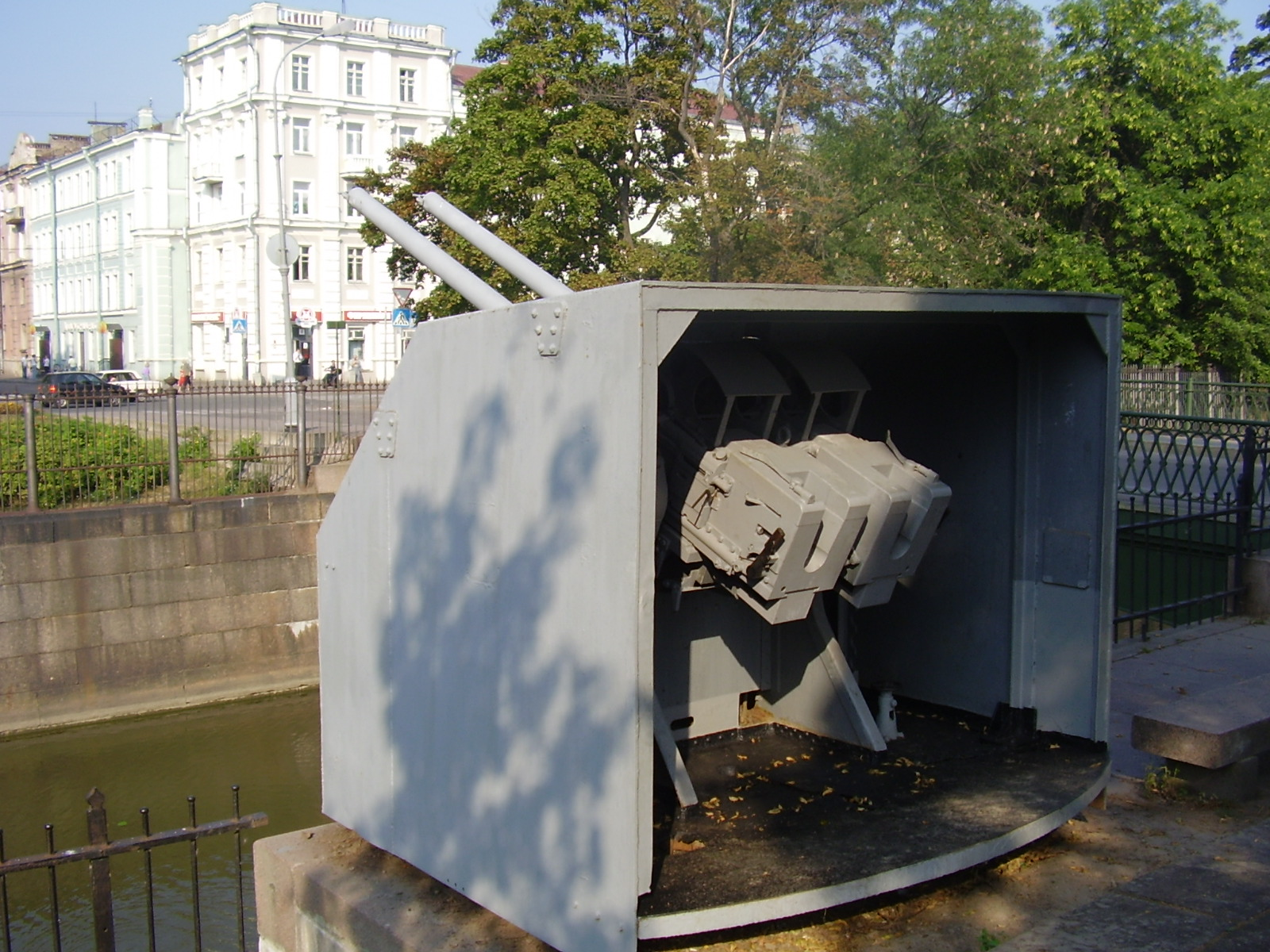
Памятник Ивану Томбасову

Иван Иванович Томбасов (1922 год, Очуры, Хакасия, РСФСР — 16 апреля 1943 года, Ленинград, СССР) — советский военный моряк, старшина 1 статьи. Проходя службу на линкоре «Октябрьская революция», погиб в бою, спасая корабль и команду от взрыва.

## Биография
Родился в селе Очуры, Хакасия. Кандидат в члены ВКП(б). Призван в 1940 Минусинский ГВК, Красноярский край, г. Минусинск.
Проходил службу командиром отделения линкора «Октябрьская революция». Рано утром 16 апреля 1943 года начался артиллерийский обстрел Ленинграда. На корме линкора, с левого борта в результате попадания немецкого снаряда начался пожар, огонь приближался к артиллерийским погребам 4-й башни ГК. Спасая корабль от взрыва, Томбасов начал выкидывать за борт расположенные поблизости 76-мм снаряды. Ему это почти удалось, но последний снаряд, уже охваченный огнём, все-таки взорвался, унеся жизнь старшины 1 статьи Ивана Томбасова.
За свой подвиг Иван Томбасов был награждён орденом Боевого Красного Знамени посмертно, а его имя было навечно вписано в список команды линкора «Октябрьская революция». 76-мм двухорудийная универсальная артиллерийская установка 81-К, которой командовал Томбасов, выставлена в Кронштадте. Именем Ивана Томбасова в Санкт-Петербурге названа улица, но при утверждении названия была допущена ошибка — улица получила название улица Тамбасова.